# Caryophyllia

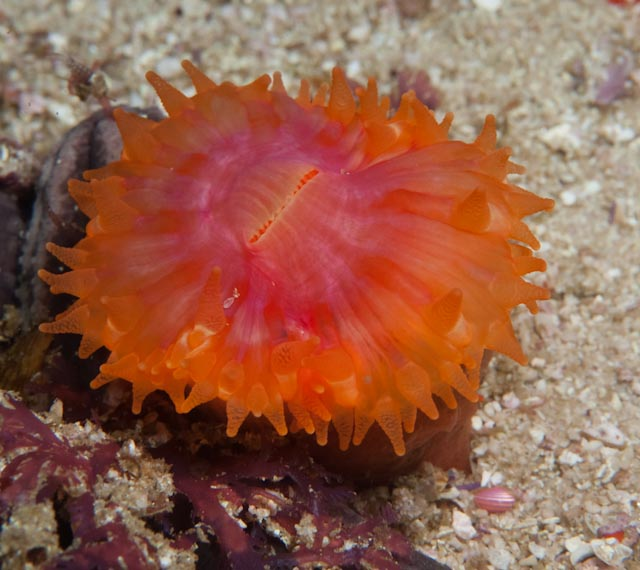
Caryophyllia sp..

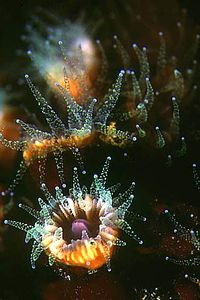
Caryophyllia inornata.

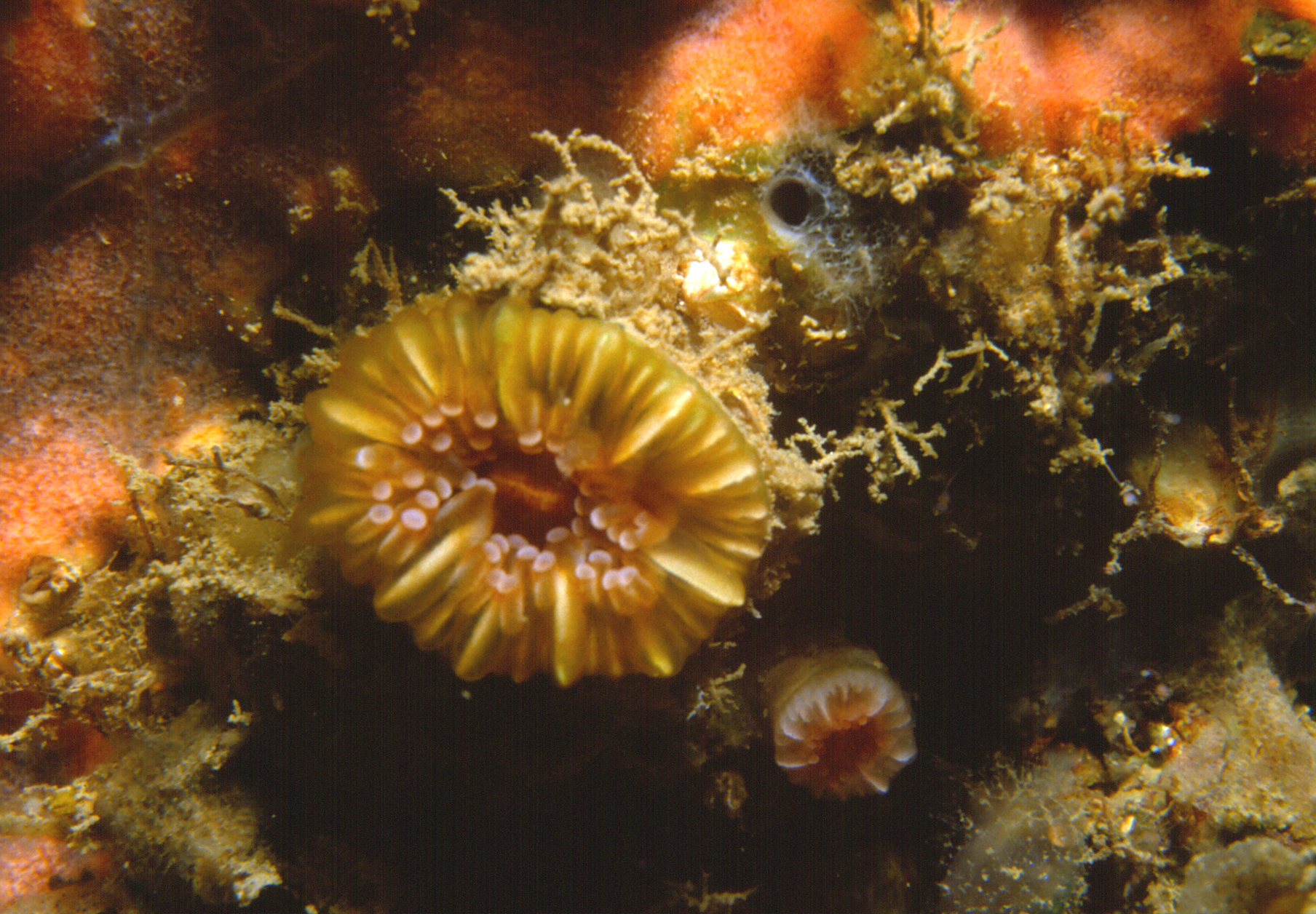
Caryophyllia smithii.

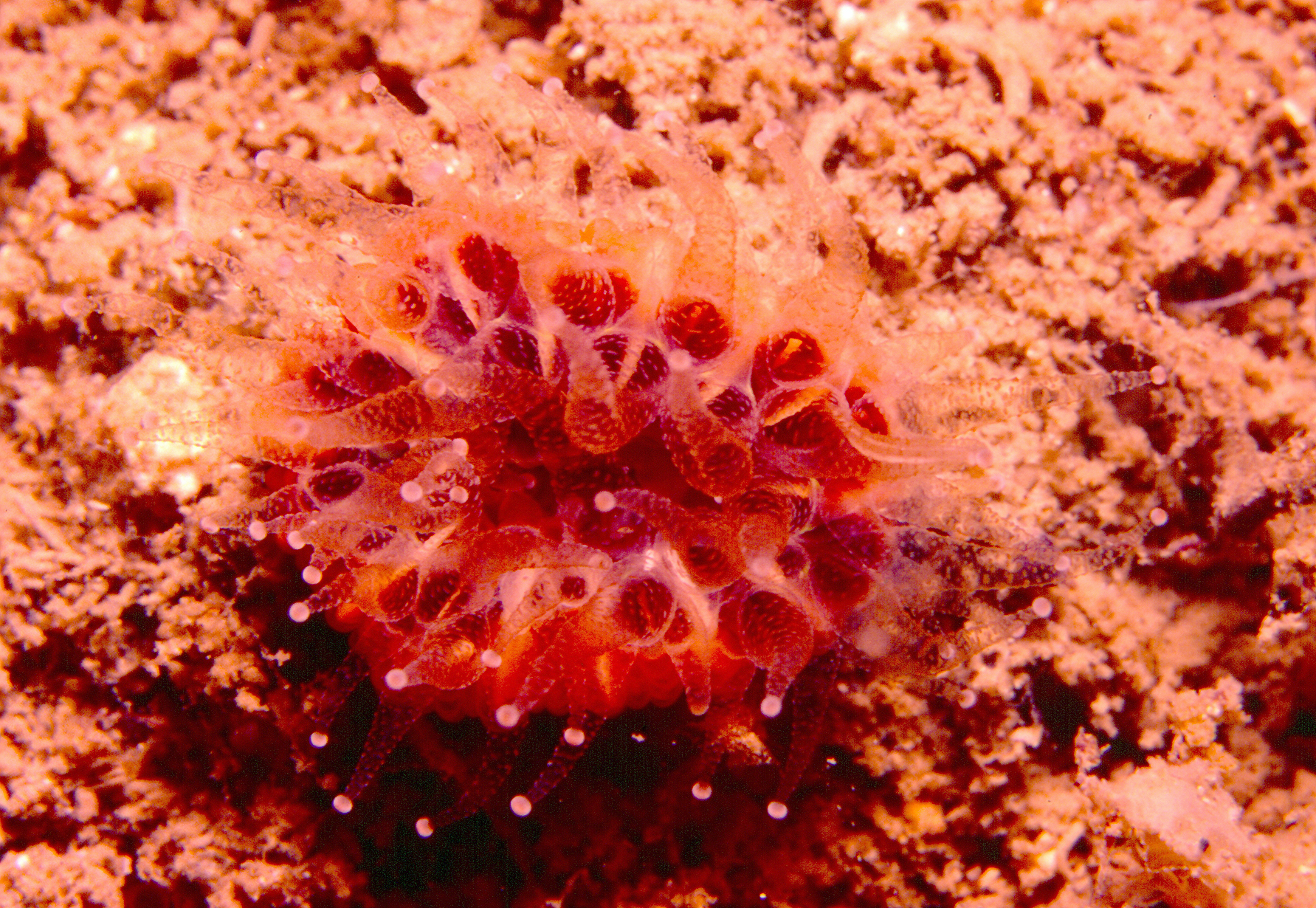
Caryophyllia smithii.

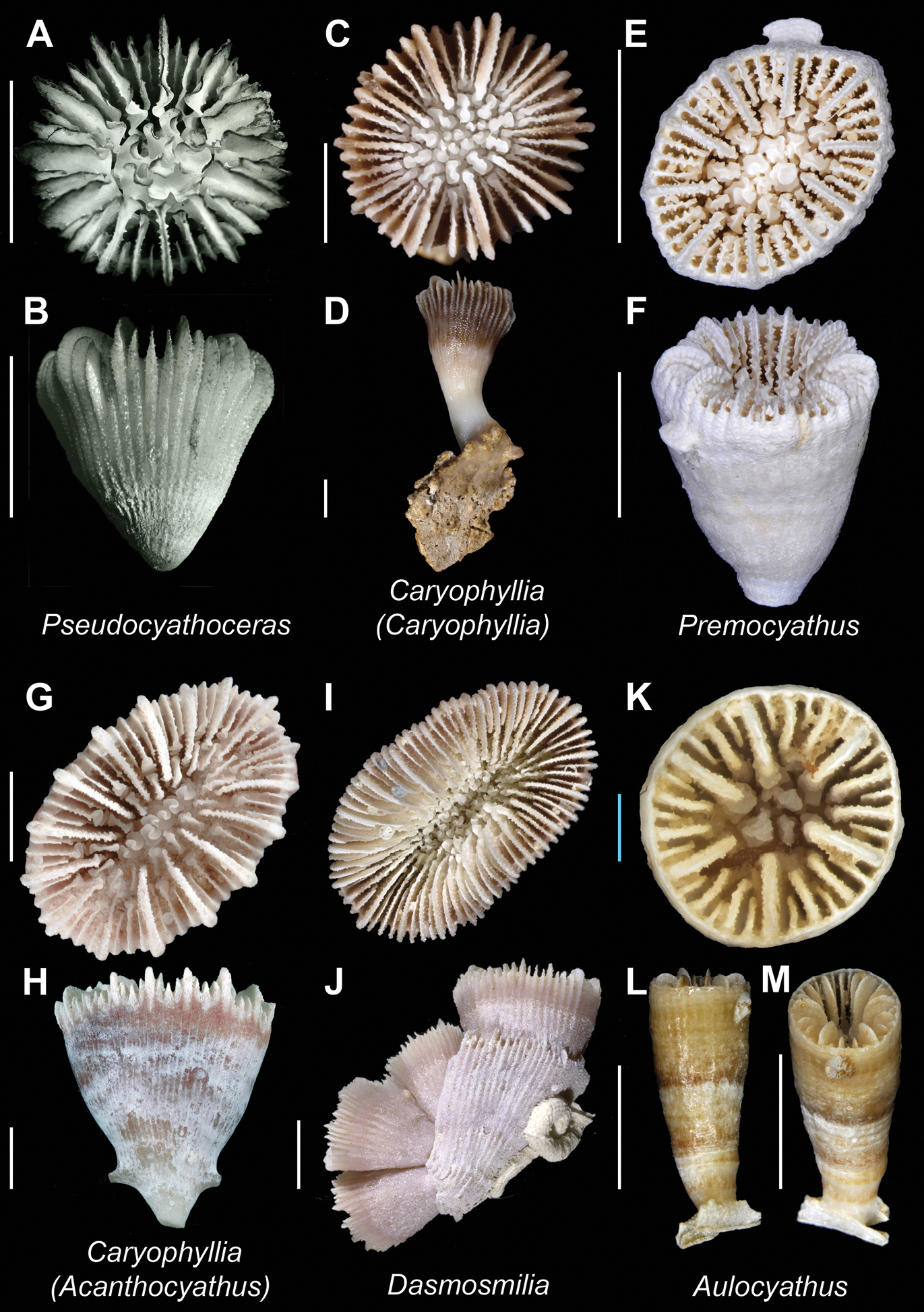
Vistas lateral y superior de esqueletos de Caryophyllia sp. y géneros emparentados.

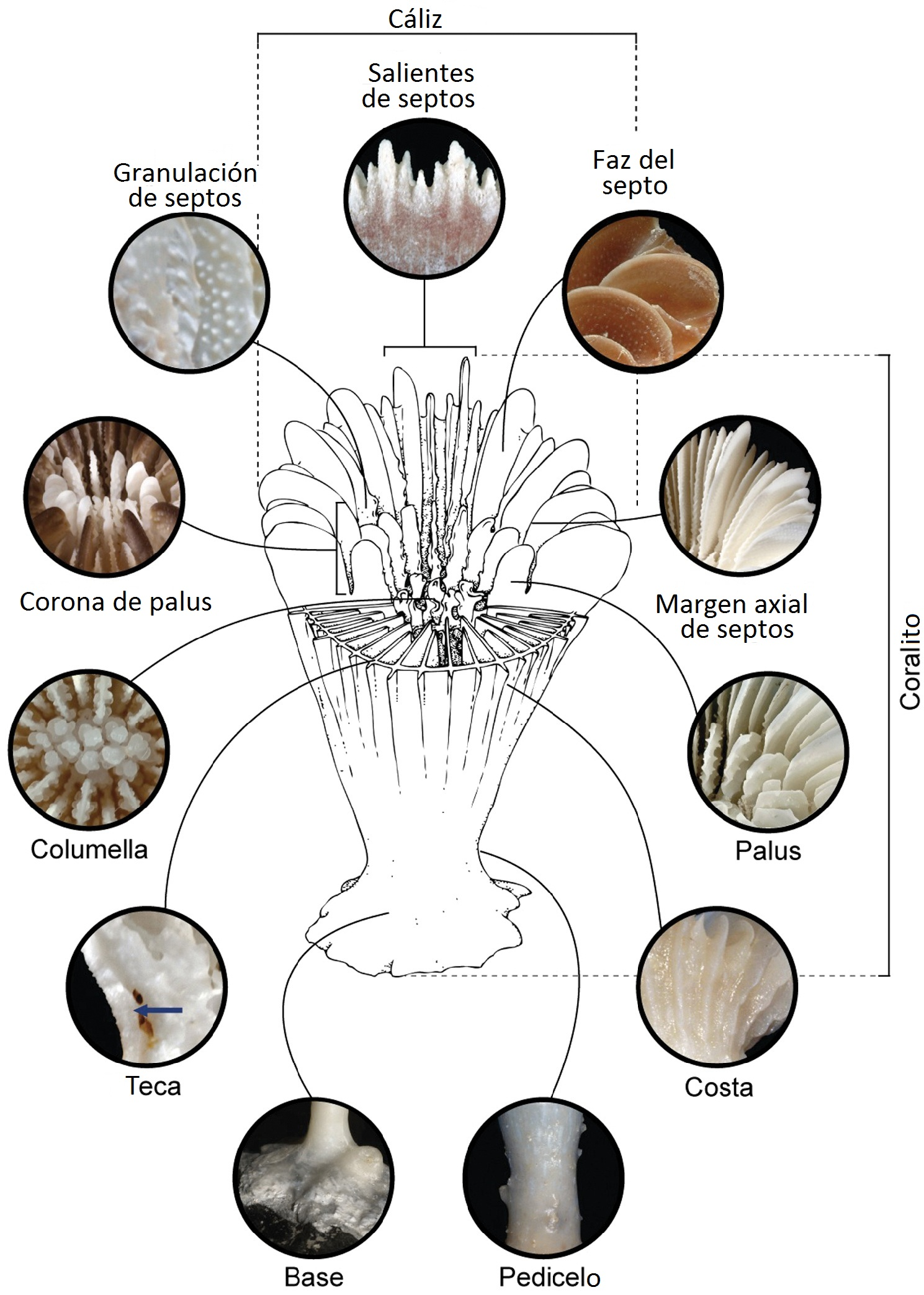
Ilustración del esqueleto de Caryophyllia sp.. 2012. Stephen D. Cairns.

Caryophyllia es un género de corales de la familia Caryophylliidae, orden Scleractinia.
Es un coral de pólipo solitario, que secreta carbonato cálcico para formar un esqueleto, y suele habitar en grupos, nunca en colonias, mayoritariamente en aguas profundas.

## Subgéneros y especies
El Registro Mundial de Especies Marinas organiza las especies en dos subgéneros:
- Caryophyllia (Acanthocyathus) Milne Edwards & Haime, 1848
  - Caryophyllia (Acanthocyathus) decamera Cairns, 1998
  - Caryophyllia (Acanthocyathus) dentata (Moseley, 1881)
  - Caryophyllia (Acanthocyathus) grayi (Milne Edwards & Haime, 1848)
  - Caryophyllia (Acanthocyathus) karubarica Cairns & Zibrowius, 1997
  - Caryophyllia (Acanthocyathus) quangdongensis Zou, 1984
  - Caryophyllia (Acanthocyathus) spinicarens (Moseley, 1881)
  - Caryophyllia (Acanthocyathus) spinigera (Saville-Kent, 1871)
  - Caryophyllia (Acanthocyathus) unicristata Cairns & Zibrowius, 1997
  - Caryophyllia (Acanthocyathus) zanzibarensis Zou, 1984
- Caryophyllia (Caryophyllia) Lamarck, 1801
  - Caryophyllia (Caryophyllia) abrupta Cairns, 1999
  - Caryophyllia (Caryophyllia) abyssorum Duncan, 1873
  - Caryophyllia (Caryophyllia) alaskensis Vaughan, 1941
  - Caryophyllia (Caryophyllia) alberti Zibrowius, 1980
  - Caryophyllia (Caryophyllia) ambrosia Alcock, 1898
  - Caryophyllia (Caryophyllia) antarctica Marenzeller, 1904
  - Caryophyllia (Caryophyllia) antillarum Pourtalès, 1874
  - Caryophyllia (Caryophyllia) arnoldi Vaughan, 1900
  - Caryophyllia (Caryophyllia) aspera Kitahara, Cairns & Miller, 2010
  - Caryophyllia (Caryophyllia) atlantica (Duncan, 1873)
  - Caryophyllia (Caryophyllia) balanacea Zibrowius & Gili, 1990
  - Caryophyllia (Caryophyllia) barbadensis Cairns, 1979
  - Caryophyllia (Caryophyllia) berteriana Duchassaing, 1850
  - Caryophyllia (Caryophyllia) calveri Duncan, 1873
  - Caryophyllia (Caryophyllia) cintinculata (Alcock, 1898)
  - Caryophyllia (Caryophyllia) concreta Kitahara, Cairns & Miller, 2010
  - Caryophyllia (Caryophyllia) conferta Dana, 1846
  - Caryophyllia (Caryophyllia) cornulum Cairns & Zibrowius, 1997
  - Caryophyllia (Caryophyllia) corona Duchassaing, 1870
  - Caryophyllia (Caryophyllia) coronula Cairns & Polonio, 2013
  - Caryophyllia (Caryophyllia) corrugata Cairns, 1979
  - Caryophyllia (Caryophyllia) crosnieri Cairns & Zibrowius, 1997
  - Caryophyllia (Caryophyllia) crypta Cairns, 2000
  - Caryophyllia (Caryophyllia) cyathus (Ellis & Solander, 1786)
  - Caryophyllia (Caryophyllia) diomedeae Marenzeller, 1904
  - Caryophyllia (Caryophyllia) eltaninae Cairns, 1982
  - Caryophyllia (Caryophyllia) ephyala Alcock, 1891
  - Caryophyllia (Caryophyllia) foresti Zibrowius, 1980
  - Caryophyllia (Caryophyllia) grandis Gardiner & Waugh, 1938
  - Caryophyllia (Caryophyllia) hawaiiensis Vaughan, 1907
  - Caryophyllia (Caryophyllia) horologium Cairns, 1977
  - Caryophyllia (Caryophyllia) huinayensis Cairns, Haeussermann & Foersterra, 2005
  - Caryophyllia (Caryophyllia) inornata (Duncan, 1878)
  - Caryophyllia (Caryophyllia) japonica Marenzeller, 1888
  - Caryophyllia (Caryophyllia) jogashimaensis Eguchi, 1968
  - Caryophyllia (Caryophyllia) kellerae Cairns & Polonio, 2013
  - Caryophyllia (Caryophyllia) laevigata Kitahara, Cairns & Miller, 2010
  - Caryophyllia (Caryophyllia) lamellifera Moseley, 1881
  - Caryophyllia (Caryophyllia) mabahithi Gardiner & Waugh, 1938
  - Caryophyllia (Caryophyllia) marmorea Cairns, 1984
  - Caryophyllia (Caryophyllia) oblonga Kitahara, Cairns & Miller, 2010
  - Caryophyllia (Caryophyllia) octonaria Cairns & Zibrowius, 1997
  - Caryophyllia (Caryophyllia) octopali Vaughan, 1907
  - Caryophyllia (Caryophyllia) paradoxus Alcock, 1898
  - Caryophyllia (Caryophyllia) paucipalata Moseley, 1881
  - Caryophyllia (Caryophyllia) perculta Cairns, 1991
  - Caryophyllia (Caryophyllia) planilamellata Dennant, 1906
  - Caryophyllia (Caryophyllia) polygona Pourtalès, 1878
  - Caryophyllia (Caryophyllia) profunda Moseley, 1881
  - Caryophyllia (Caryophyllia) protei Duchassaing, 1870
  - Caryophyllia (Caryophyllia) quadragenaria Alcock, 1902
  - Caryophyllia (Caryophyllia) ralphae Cairns, 1995
  - Caryophyllia (Caryophyllia) rugosa Moseley, 1881
  - Caryophyllia (Caryophyllia) sarsiae Zibrowius, 1974
  - Caryophyllia (Caryophyllia) scobinosa Alcock, 1902
  - Caryophyllia (Caryophyllia) secta Cairns & Zibrowius, 1997
  - Caryophyllia (Caryophyllia) seguenzae Duncan, 1873
  - Caryophyllia (Caryophyllia) sewelli Gardiner & Waugh, 1938
  - Caryophyllia (Caryophyllia) smithii Stokes & Broderip, 1828
  - Caryophyllia (Caryophyllia) solida Cairns, 1991
  - Caryophyllia (Caryophyllia) squiresi Cairns, 1982
  - Caryophyllia (Caryophyllia) stellula Cairns, 1998
  - Caryophyllia (Caryophyllia) tangaroae Kitahara, Cairns & Miller, 2010
  - Caryophyllia (Caryophyllia) transversalis Moseley, 1881
  - Caryophyllia (Caryophyllia) valdiviae Zibrowius & Gili, 1990
  - Caryophyllia (Caryophyllia) versicolorata Kitahara, Cairns & Miller, 2010
  - Caryophyllia (Caryophyllia) zopyros Cairns, 1979

- - Caryophyllia (Caryophyllia) compressa Yabe & Eguchi, 1932 (nomen nudum)

## Morfología
Su coralito, o esqueleto, se caracteriza principalmente por tener una forma cilíndrica, trocoide o ceratoide, o una forma de cuerno, si es libre; un cáliz circular a ovoide; una simetría septal variable, pero la simetría hexameral con cuatro ciclos de septos es la más común; tener una corona de pali, o lóbulos paliformes, antes del ciclo penúltimo o antipenúltimo de tabiques; y una columela fascicular.
Los pólipos son translúcidos, de color rojo, naranja o amarillo, y de tentáculos retráctiles.

## Hábitat y distribución
Se encuentran en todos los océanos y latitudes.
Localizado mayoritariamente en aguas profundas, en montañas y lomas marinas, y sin mucha iluminación, aunque se encuentran también desde aguas someras. Se fija sobre rocas, conchas o corales muertos.
Desde 0 hasta 2.670 m de profundidad.

## Alimentación
En la naturaleza se nutren del plancton que atrapan con sus tentáculos, ya que las especies del género carecen de algas zooxantelas, y absorbiendo materia orgánica disuelta del agua.

## Reproducción
Producen esperma y huevos que se fertilizan externamente en el agua. Los huevos fertilizados evolucionan en la columna de agua hasta que se convierten en larvas; éstas navegan en estado planctónico, antes de desarrollarse en pólipos que se fijan al sustrato y secretan un esqueleto calcáreo, el coralito.
Como la mayoría de los corales, también se reproducen asexualmente, mediante la gemación de cada pólipo en dos o más nuevos pólipos.